# American Pie 2
American Pie 2 è un film commedia del 2001, diretto da James B. Rogers e sceneggiato da Adam Herz e David H. Steinberg. È il seguito di American Pie.

## Trama
Jim e i suoi amici hanno appena finito il primo anno di college e si preparano per una rimpatriata estiva. Per i ragazzi le vacanze sembrano cominciare male, visto che il solo Oz è fidanzato con Heather, ma i due sono costretti a rimanere separati poiché lei deve partecipare a un progetto di studio all'estero. 
Le feste di Stifler sono ormai costantemente interrotte dalla polizia, così il gruppo deve ingegnarsi per escogitare qualcosa per trascorrere al meglio il periodo estivo. Kevin decide di chiedere aiuto al fratello, che gli consiglia di prendere in affitto una casa sul lago, l'ideale per stare insieme e divertirsi. I quattro amici più Stifler, invitato per avere a disposizione più soldi nonostante gli attriti tra lui e Finch, prendono così possesso della villa al lago. Eppure il denaro non basta e per guadagnarne altro i cinque cercano dei lavoretti estivi cimentandosi quindi nella ristrutturazione di una casa di due donne, Danielle e Amber, che a detta di Stifler sono lesbiche. Incuriosito, il ragazzo entra nell'abitazione in cerca di prove che confermino la sua tesi, seguito da Jim e Finch che tentano di fermarlo, ma vengono colti in flagrante dalle proprietarie che per penitenza li trascinano in un gioco piccante: le due si lasceranno guardare mentre si divertono in scambi di effusioni lesbiche a patto che i ragazzi facciano la stessa cosa. Infatti, dopo una palpata di Stifler a Finch, Amber fa altrettanto con Danielle così come, in seguito a un bacio fra Jim e Stifler, le provocatrici si lasciano andare a un intenso bacio.
La vacanza non prende una bella piega: Kevin è ancora incapace di accettare la separazione da Vicky, sua storica fidanzata del liceo; Oz, pur restando fedele a Heather che si trova in Spagna, risente della distanza e i due cercano inutilmente di praticare del sesso al telefono; Finch desidera incontrare nuovamente la mamma di Stifler ma le sue speranze risultano vane e si cimenta nello studio delle arti tantriche per sopperire all'astinenza sessuale e migliorare le proprie prestazioni. 
Una sera, nella sua camera, durante la visione di un lesbian-strip-show in VHS, Jim cerca un lubrificante da spalmare sul suo organo genitale per aumentare la sua eccitazione, ma accidentalmente prende dallo stesso cassetto una super-colla, così il suo pene rimane attaccato alla mano sinistra e la mano destra alla videocassetta porno estratta dal videoregistratore; dopo un'inutile doccia, esce e, lungo il cornicione della propria abitazione, cerca di chiamare qualcuno in aiuto, ma in quel momento viene sorpreso da una pattuglia della polizia che lo scambia per un ladro. Chiarito l'equivoco, viene portato in ospedale per scollare il suo membro virile. L'operazione riesce, ma per via dei punti di sutura non dovrà avere erezioni per una settimana. Successivamente, sentendosi inesperto in ambito di relazioni sessuali e sapendo che Nadia, studentessa cecoslovacca a cui ambisce da anni, è in arrivo da New York apposta per lui, rintraccia la ragazza con cui aveva perso la verginità, Michelle, per chiederle aiuto al fine di migliorare le sue performance in modo da soddisfare una donna.
Michelle accetta la sua richiesta e si finge sua fidanzata nel momento in cui arriva Nadia (in anticipo di qualche giorno) per ingelosirla e convincerla a fare sesso con lui. Ma una volta appartatosi con la sua vecchia fiamma nel faro di una spiaggia, Jim si accorge che la persona a lui più affine e per la quale prova dei sentimenti è proprio Michelle, che raggiunge al campo della banda, dichiarandole i suoi sentimenti.
Alla grande festa di fine estate, Kevin spiega a Vicky che ha trovato il modo di andare avanti e di tenere alla loro amicizia; Heather arriva dall'Europa giusto in tempo per trascorrere la serata con Oz; Jim e Michelle lasciano il campeggio per prendere parte all'evento; Stifler incontra tra gli invitati le due presunte lesbiche e scopre che non lo sono affatto, anzi riesce a portarle entrambe a letto dimostrandosi ancora una volta all'altezza della fama di Stifmaister; Nadia, sconsolata dall'abbandono di Jim, trova conforto in Sherman detto lo "Sherminator".
La mattina successiva, mentre i ragazzi si apprestano a partire per tornare in città, la mamma di Stifler arriva davvero alla casa sul lago, fa salire in auto Finch prima che il figlio si accorga di loro e trova un luogo appartato; i due fanno di nuovo sesso e lui può finalmente dimostrarle quanto sia migliorato.

## Personaggi
- Jim: è ancora il classico ragazzo leale con gli amici, insicuro e imbranato con le donne. Il ritorno di Nadia lo spingerà a "prepararsi" mentalmente e fisicamente (ma in modo teorico) all'incontro con lei grazie a Michelle, finendo però per mandare in bianco la cecoslovacca perché ormai innamorato della ragazza della banda.
- Kevin: è quello che sa parlare meglio del gruppo, aspira infatti a diventare avvocato. A lui va il merito dell'organizzazione dell'estate. Sarà costretto ad accettare il nuovo ragazzo di Vicky.
- Chris "Oz": è il bello della compagnia ed è stato campione di lacrosse per due anni. In questa pellicola la sua relazione con Heather viene messa in difficoltà a causa delle distanze poiché lei passa l'estate in Spagna.
- Steve Stifler: si auto-definisce "Stifmeister" (maestro del sesso): ossessionato dal sesso, parla in maniera molto volgare. Fonte di guai per gli amici, scatena situazioni esilaranti a volte al limite della legalità. Durante la festa finale va a letto con due ragazze a cui Jim e gli altri stavano dipingendo la casa.
- Paul Finch:  tipo un po' solitario, ma molto colto e intelligente. Dopo la festa farà nuovamente sesso con la madre di Stifler, stavolta in macchina.
- Jessica: migliore amica e confidente di Vicky, tant'è che le rivela la regola del tre. È la versione di Finch al femminile.
- Heather: ragazza semplice e decisa, è fidanzata con Oz ma trascorre l'estate in Europa. Farà ritorno appena in tempo per passare la festa conclusiva col suo ragazzo.
- Noah Levestein: è il padre di Jim, dispensa consigli preziosi ed estremamente comici, incurante delle situazioni "alquanto" imbarazzanti che riesce a scatenare.
- Chuck Sherman: è un ragazzo fissato con Terminator, tant'è che si soprannomina Sherminator. Nonostante sia  poco fortunato con le ragazze, alla fine sorprenderà tutti, soprattutto Stifler ovviamente, andando a letto con Nadia.
- Michelle: la classica ragazza della banda, della quale lei stessa parla continuamente nascondendo la sua vera natura da ninfomane. Insegna a Jim le tecniche di conquista e alla fine si mettono insieme.
- Vicky: ragazza bionda, solare e gentile. Dopo il primo anno di college incontra Kevin, il suo ex fidanzato del liceo, e scopre che è ancora innamorato di lei e quindi un'amicizia ancora non è possibile.

## Colonna sonora
1. Blink 182 – Every Time I Look For You – 3:05
2. Green Day – Scumbag – 1:45
3. Left Front Tire – Bring You Down – 2:29
4. American Hi-Fi – Vertigo – 2:12
5. Uncle Kracker – (I'm Gonna) Split This Room In Half – 3:05
6. 3 Doors Down – Be Like That (American Pie Edit) – 3:56
7. Alien Ant Farm – Good (For A Woman) – 2:28
8. Angela Ammons – Always Getting Over You – 4:06
9. Jettingham – Cheating – 3:47
10. Flying Blind – Smokescreen (Radio Edit) – 3:34
11. Fenix*TX – Phoebe Cates – 3:40
12. The Exit – Susan – 3:12
13. Sum 41 – Fat Lip – 2:58
14. Lucia – I Will – 4:24
15. Michelle Branch – Everywhere – 3:36
16. Oleander – Halo – 4:41
17. Sum 41 – In Too Deep – 3:27
18. Alien Ant Farm – Smooth Criminal – 4:18
19. The Offspring – Want You Bad – 3:23
20. Matt Nathanson – Laid – 2:36

## Riconoscimenti
MTV Movie Awards 2002 Miglior bacio (Jason Biggs e Seann William Scott)
- 2002 - Teen Choice Awards
  - Miglior film commedia